# Medigen Vaccine Biologics Corporation
La Medigen Vaccine Biologics Corporation (MVC) est une société pharmaceutique basée à Taipei, à Taïwan.

## Histoire

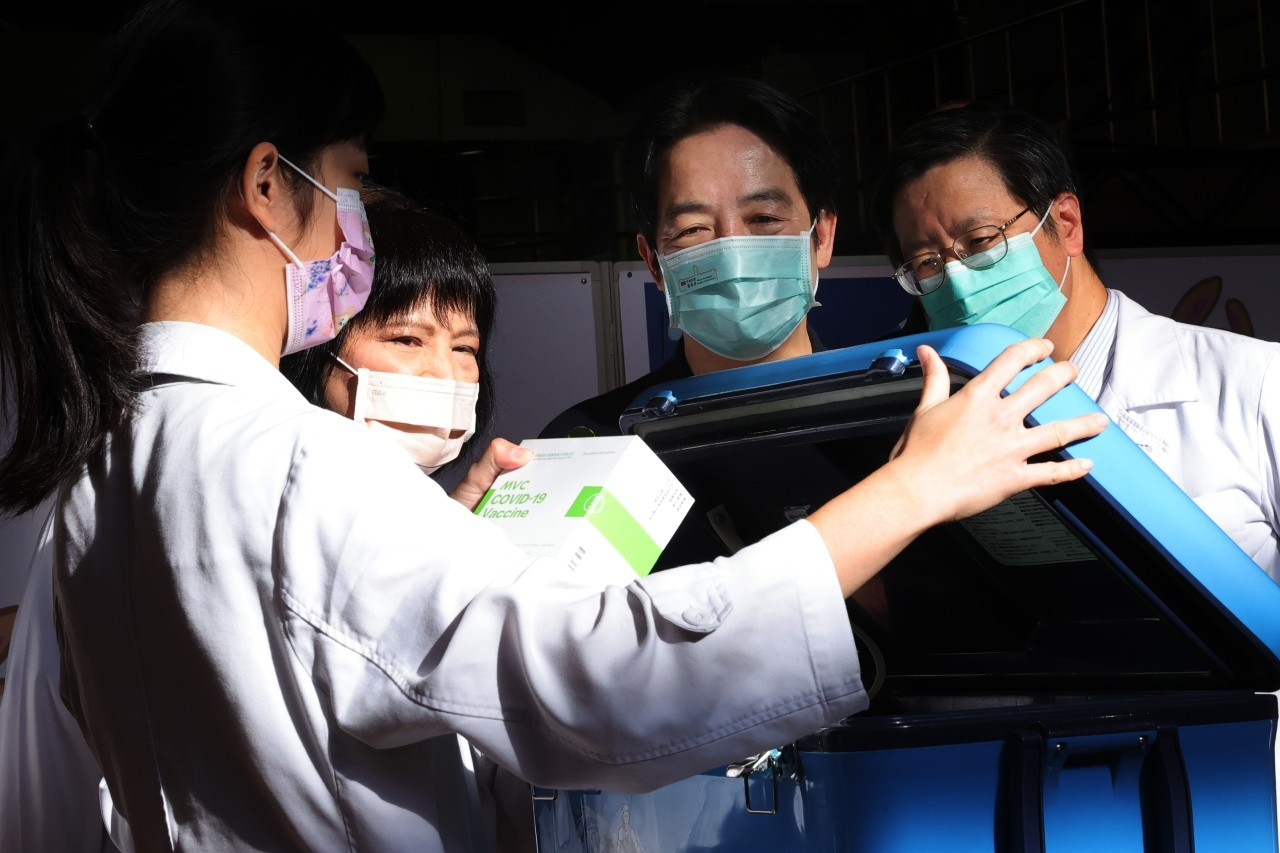
Un carton de doses du vaccin de Medigen, avant la vaccination du vice-président taïwanais William Lai.

La société a été fondée en octobre 2012. Pendant la pandémie de Covid-19 à Taïwan, la société produit le vaccin MVC COVID-19 (en) pour lutter contre le virus.

## Usine de fabrication
La société possède une usine de fabrication dans le parc scientifique de Hsinchu, dans la ville de Zhubei, dans le comté de Hsinchu.